# Большая Петропавловская улица
Большая Петропавловская улица — улица в центральной части города Петрозаводска, столицы Республики Карелия. Проходит от Петровской набережной до площади Кирова. Нумерация домов ведётся от Онежского озера. Является одной из самых старых улиц города.

## Названия
За свою историю улица неоднократно меняла названия. В XVIII, XIX веке, а также в начале XX века носила названия, связанные с расположенным на улице Петропавловским собором: Большая Прешпектовая улица, Большая Петропавловская улица, Петропавловская улица, Церковная улица, Соборный проспект, Малособорная улица, Соборная улица.
12 июня 1918 года Общим собранием Петрозаводского городского Совета рабочих и красноармейских депутатов Соборная улица объединена с Мариинской улицей в проспект Карла Маркса — в честь германского мыслителя и общественного деятеля, основоположника марксизма.
3 ноября 1941 года начальником Петрозаводского района (представителем оккупационной власти) присвоено наименование улица Маршала — в честь маршала Финляндии Карла Густава Маннергейма.
1 декабря 1942 года оккупационный разведывательный отдел присвоил наименование улица Маннергейма.
31 декабря 1942 года оккупационными властями присвоено название Главная улица (по-фински — Valtakatu), которое отражало статус объекта в городе.
28 июня 1944 года, после освобождения Петрозаводска от захватчиков, возвращено советское наименование проспект Карла Маркса.
7 июля 2025 года восстановлено историческое наименование, имеющее культурно-историческое значение — Большая Петропавловская улица.

## Достопримечательности проспекта

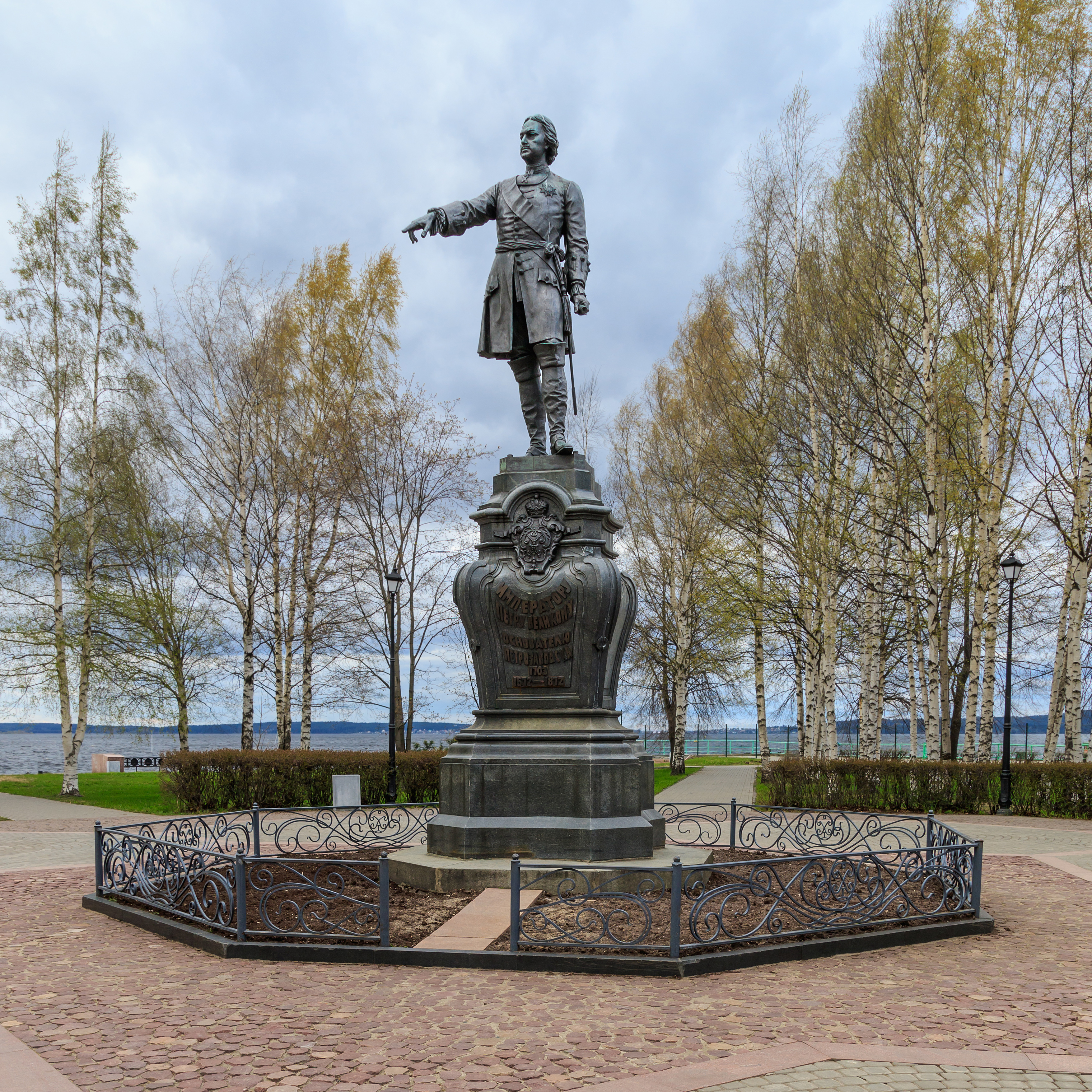
Памятник Петру I

#### Памятник Петру I и Петровский сквер
Памятник императору Петру I, основателю города Петрозаводска, расположен в Петровском сквере в самом начале улицы на пересечении с Онежской набережной. Памятник был открыт 29 июня 1873 года на Круглой площади в связи с празднованием 200-летия со дня рождения Петра I, а также 100-летия основания Александровского завода. Скульптор — Иван Николаевич Шредер. При закладке памятника Владимиру Ильичу Ленину в августе 1930 года монумент был демонтирован (по другим данным, памятник был демонтирован ещё в 1918 году). Памятник хранился в Губернаторском саду. В 1940 году памятник был установлен в сквере у краеведческого музея (ныне собор Александра Невского). В 1974 году была проведена реставрация монумента, а в 1978 году он был перенесён в сквер на Онежской набережной (с 28 ноября 2012 года скверу присвоено название Петровский сквер). В начале 2000-х годов с памятника несколько раз пропадала шпага (восстановлена) и буквы на табличке. В 2007 году была установлена новая ограда. В настоящее время он по праву считается одним из символов Петрозаводска.

#### Государев сад
Государев сад расположен между Большой Петропавловской улицей, Фаддеевской улицей, рекой Лососинкой и Петровской набережной. Площадь — 13 га. Он является самым старым в городе. Именно на его месте получил своё начало Петрозаводск. Пётр I не раз приезжал на Петровский завод и построил там дворец. Объект культурного наследия Республики Карелия.

#### Парк Победы
Парк Победы расположен между Пушкинской улицей, улицей Еремеева, Онежской набережной и Большой Петропавловской улицей. Общая площадь — 14 гектаров. В XIX веке здесь был оживлённый портовый район, однако во время Великой Отечественной войны он был разрушен. После войны было решено разбить на этом месте парк. Основные посадочные мероприятия на территории парка производились в 1950-е—1970-е годы усилиями жителей города. В 1977 году была установлена скульптура Михаила Коппалева «Мелодия».

Скульптура «Мелодия»

#### Водный вокзал, дом № 1А
Речной (водный) вокзал построен в 1975 году по проекту архитектора Ефима Давыдовича Розенфельда. Здание было построено на оценку «Отлично», о чём сообщает мемориальная доска. Вокзал до перепрофилирования располагал двумя залами ожидания с кассами. Кроме того, в здании расположены гостиница «Фрегат» и одноимённый ресторан. В 1990-е годы один из световых залов был сдан в аренду. В конце 2000-х годов вокзал закрыт.

#### Гостиница «Маски», дом № 3А
Здание гостиницы на 50 мест было построено в 1999 году по проекту петрозаводского архитектора Эрнста Воскресенского. Оно является трёхэтажным, каменным, выполненным в форме круга. У здания есть прямоугольная пристройка, в котором располагается малая сцена Музыкального театра Республики Карелия на 120 мест. Кроме того, в нём расположены туристическое бюро и кафе на 40 человек. Строительство здания вызвало протест у православной церкви, так как на его месте до революции находился Воскресенский собор.

### Утраченные соборы
Первыми сооружениями были две деревянные церкви (соборы): Петропавловская с высоким шпилем и Святодуховская (позже Воскресенская), построенные в начале XVIII века. В 1924 году соборы сгорели.

## Транспорт
Автобусное движение на улице осуществляется на всём протяжении улицы (маршрут № 18).
Троллейбусное движение на улице осуществляется только на участке от Пушкинской улицы до проспекта Карла Маркса (маршрут № 4).
В начале улицы расположен водный (речной) вокзал с шестью причалами. Отсюда единственная внутригородская теплоходная линия вела на Зимник и Бараний берег (закрыта в 2009 году), а суда на подводных крыльях типов «Метеор» и «Комета» во время навигации отправляются на Кижи, Сенную губу, Великую губу, Шалу. Ранее также существовали водные линии в другие части города и населённые пункты. Сюда же прибывает большое количество туристических теплоходов.